# Umělá inteligence v textilním a oděvním oboru
Umělá inteligence je definována (mimo jiné) jako věda, s jejíž pomocí se dají vyvinout stroje k řešení problémů a k výkonům, které jsou příliš složité pro lidský mozek.
K řešení komplexních problémů v textilním oboru se udávají jako základní činnosti umělé inteligence: zjišťování, rozpoznávání, náhrada činnosti lidských smyslů stroji, předvídání.

## Aplikace umělé inteligence v textilním a oděvním oboru
V 80. letech 20. století se začaly používat počítačové algoritmy a strojové učení pro přípravu programů k testování (kvality) textilií. V té době byly vyvinuty např. prakticky použitelné programy pro optickou identifikaci chyb a pro objektivní rozlišování barevných odstínů ve zboží. Přes slibné začátky se jejich aplikace v textilní výrobě nezdařila.
V následujících letech byly ve světě vyvinuty a připraveny  k zavedení desítky systémů umělé inteligence na téměř všech stupních výroby, zpracování a obchodu s textilem.
V odborné literatuře jsou popsány např. konkrétní projekty pro zavedení umělé inteligence při tkaní, pletení a barvení textilií za použití hlubokého učení, ANN, fuzzy logiky, ANFIS.
Asi od 2. dekády 21. století např. podporuje sdružení německých textilních podnikatelů spolu s výzkumnými ústavy členské firmy bezplatným poradenstvím a školením při aplikaci umělé inteligence ve výrobě a v obchodě.
V roce 2020 nebyl v textilním oboru známý žádný významnější projekt úspěšné aplikace umělé inteligence. Podle některých odborníků se dá počítat s pozitivními výsledky teprve v příštích pěti letech.